# Czerwony sztorm

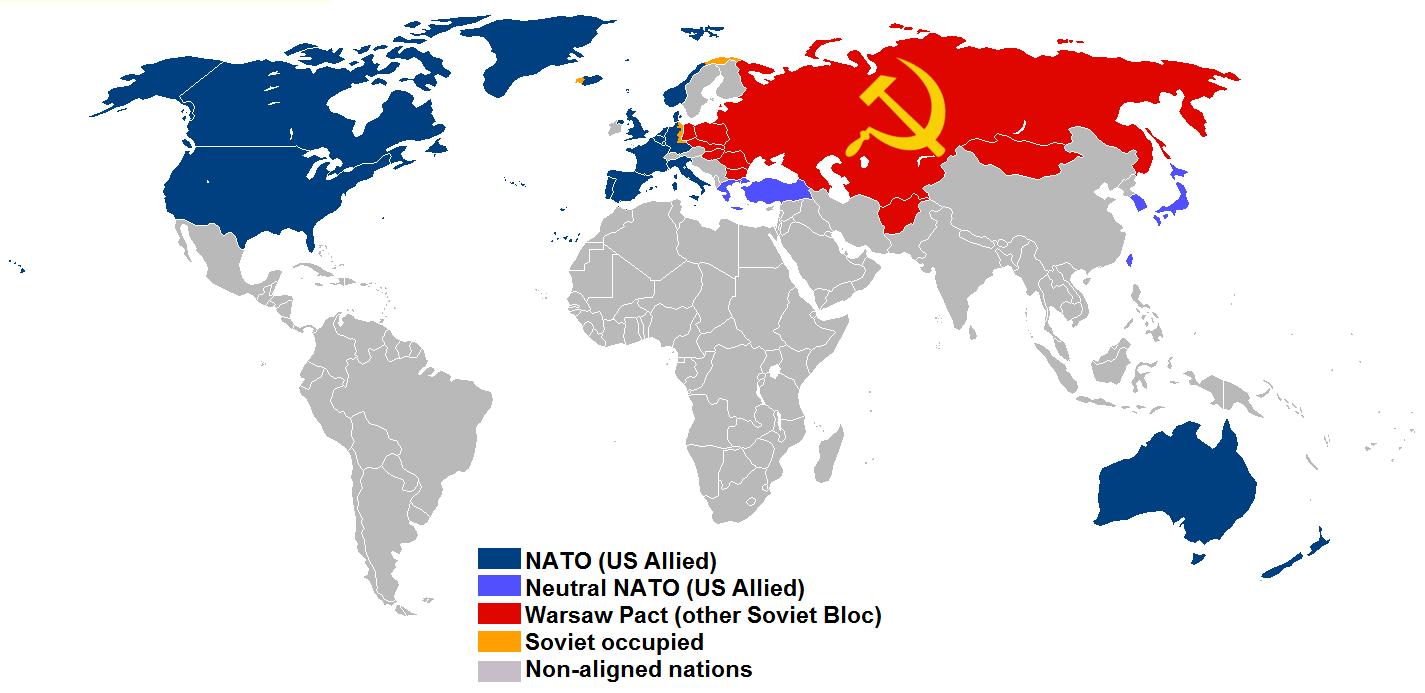
Mapa działań wojennych opisywanych w książce

Czerwony Sztorm (ang. Red Storm Rising) – technothriller autorstwa Toma Clancy’ego i Larry’ego Bonda wydany w 1986, opowiadający o trzeciej wojnie światowej toczącej się bez użycia broni atomowej pomiędzy NATO a Układem Warszawskim w Europie i na Atlantyku. Akcja książki została osadzona w połowie lat 80. XX. Wśród innych książek o tej tematyce wyróżnia się rodzajem opisywanych zdarzeń: od konwojów atlantyckich do zestrzeliwania satelitów zwiadowczych i bitew pancernych w Niemczech, które to zdarzenia mają duży wpływ na akcję książki. Jedna z kilku powieści Clancy’ego, która nie jest związana z żadnym światem Clancy’ego (Ryanverse, Op-Center, NetForce, Power Plays lub Splinter Cell).

## Pozycja w twórczości Toma Clancy'ego
Po sukcesie publikacji Polowanie na Czerwony Październik wykorzystującej grę komputerową Harpoon, Clancy odszukał twórcę gry, byłego oficera marynarki Larry'ego Bonda. Obaj mężczyźni zostali przyjaciółmi i zaczęli tworzyć powieść opartą na projekcie gry Convoy '84 Bonda, opowiadającą o nowej bitwie o Atlantyk w kontekście konwencjonalnej trzeciej wojny światowej. Współpraca odbywała się głównie przez telefon, Bond odtwarzał różne konfrontacje amerykańsko-sowieckie, a Clancy pisał.

## Ocena
Pierwsze dwie powieści Toma Clancy'ego - Czerwony Październik i Czerwony sztorm - zadziwiły krytyków trzymającą w napięciu fabułą i rozległą wiedzą na temat okrętów podwodnych, pocisków, komputerów, satelitów i każdego innego rodzaju sprzętu wojskowego. Clancy oświadczył, że nigdy nie miał dostępu do poufnych informacji i często tylko zgadywał, chociaż przedstawiciele wywiadu powiedzieli mu później, że jego domysły były bardzo bliskie rzeczywistości. Główną krytyką Czerwonego sztormu jest to, że książka jest trywialnym przedstawieniem III wojny światowej z udziałem sił konwencjonalnych bez użycia broni jądrowej. 
Clancy odpowiedział na zarzuty:
„Nikt nie chce toczyć wojny nuklearnej, a już najmniej ludzie w wojsku. Cały sens posiadania sił konwencjonalnych polega na tym, aby móc walczyć i wygrywać wojnę bez konieczności wysadzania świata w powietrze”.

## Występują
- Bob Toland : rezerwista marynarki wojennej i oficer wywiadu Agencji Bezpieczeństwa Narodowego (NSA), który pomaga koordynować współpracę między lotnictwem i marynarką NATO na Atlantyku.
- Ed Morris: dowódca fregaty przeciw okrętom podwodnym USS Pharris, która została poważnie uszkodzona przez torpedę pod jego dowództwem, a następnie fregaty rakietowej USS Reuben James.
- Dan McCafferty: dowódca okrętu podwodnego USS Chicago, przyjaciel Eda Morrisa i Boba Tolanda.
- Jerry „The Hammer” O'Malley: amerykański pilot helikoptera z doświadczeniem bojowym w wojnie w Wietnamie, służący pod dowództwem Morrisa na Reuben James.
- Michael Edwards: meteorolog Sił Powietrznych Stanów Zjednoczonych na Islandii, ucieka przed wojskami sowieckimi z trzema żołnierzami piechoty morskiej i wnosi decydujący wkład w odzyskanie Islandii dzięki swoim obserwacjom, które przekazuje przez radio do wywiadu NATO.
- Vigdis: dwudziestoletnia ciężarna Islandka, której życie zostaje uratowane przez Edwardsa i jego oddział po tym, jak została zgwałcona przez rosyjskich spadochroniarzy, a jej rodzice zamordowani przez nich.
- Douglas „Duke” Ellington: pilot myśliwca stealth F-19A Ghostrider w Niemczech Zachodnich.
- Amy „Buns” Nakamura: amerykańska pilotka, która najpierw zestrzeliła trzy radzieckie bombowce, a następnie zniszczyła dwa satelity szpiegowskie za pomocą pocisku ASAT, stając się pierwszą kobietą asem-pilotem.
- Eugene Robinson: Naczelny Dowódca Sił Sojuszniczych w Europie (SACEUR).
- William Calloway i Patrick Flynn: korespondenci Associated Press (Flynn) i Reuters (Calloway), informujący najpierw z Rosji, a następnie z alianckich sił morskich.
- Paweł Leonidowicz „Pascha” Aleksiejew: radziecki generał w Niemczech z wątpliwościami co do zwycięstwa, który później został naczelnym dowódcą Zachodu.
- Michaił Eduardowicz „Misza” Siergietow : radziecki minister energii, próbuje zapobiec użyciu broni jądrowej i zostaje sekretarzem generalnym KC KPZR po zamachu stanu.
- Iwan Michajłowicz „Wania” Siergietow: jego syn, adiutant Aleksiejewa.
- Piotr „Petya” Bromkowski: członek Biura Politycznego i weteran II wojny światowej.
- Borys Kosow: Szef KGB, który ze względów zdrowotnych musiał przekazać władzę swojemu zastępcy.